# 효성화학
효성화학(주)(曉星化學, 영어: Hyosung Chemical)는 대한민국의 종합화학소재 기업이다. 폴리프로필렌(PP), 폴리케톤, TPA, 필름, TAC 필름, 특수가스, 멤브레인 등의 사업을 하고 있다.

## 역사
- 1971년 국내 최초 민간 기업 부설 기술연구소 설립
- 1979년 PET 병용 칩 개발
- 1981년 청량음료용 PET수지 2종, 미국FDA 승인 획득
- 1983년 국내 최초 컴파운딩 전문공장(안양) 준공
- 1984년 PP수지·Epoxy수지 개발
- 1990년 프로필렌공장(울산 용연) 준공
- 1991년 프로판 탈수소(Propane Dehydrogenation) 공장 준공
- 1991년 울산 용연공장, 폴리프로필렌(PP) 출하 시작
- 1991년 울산 용연공장, 폴리프로필렌 상업 생산 개시
- 1993년 일본 JSW사 기술 도입-이축연신 나일론 필름 제조 칩 개발
- 1996년 4월 국내 화섬업계 최초 ISO 9001 인증 획득
- 1996년 울산 용연 1공장, 폴리프로필렌(PP-2) 증설
- 1997년 울산 용연 TPA 공장 준공
- 1998년 효성 T&C, 효성물산, 효성생활산업, 효성중공업이 (주)효성으로 합병(5개 PG, 31개 PU 조직 개편)
- 2000년 화학연구소, 우유 PET 병(240ml) 국내 최초 개발
- 2000년 화학연구소, PP 신촉매 개발
- 2001년 PP/DHPU, 세계 두 번째로 저온 접착이 가능한 열접착성 수지 개발, 필름PU, ISO 9001 인증
- 2001년 PP/DHPU, 세계 세번째•아시아 최초로 온돌용 및 냉온수용 파이프용 PP 소재인 ‘R200P’ 개발
- 2003년 포케톤 Lab. 연구개발 시작
- 2004년 PP중합용 촉매 개발
- 2008년 포케톤 연구개발 시작
- 2012년 포케톤 생산설비 구축 (연산 1,000톤, 울산 용연공장)
- 2012년 ‘신화인터텍㈜’ 인수패키징PU 광혜원공장, 아셉틱 음료 생산 10억 본 돌파
- 2012년 포케톤 상용화 공장 Engineering 설계 완료. POK사업단 신설
- 2015년 세계 최초 상용화한 고분자 신소재 ‘폴리케톤’ 론칭
- 2015년 포케톤 상용화 공장 가동 (연간 50,000톤 / 울산 용연공장)
- 2018년 Hyosung Vina Chemicals 법인 설립 완료
- 2018년 효성화학㈜ 설립 등기
- 2018년 ㈜효성 인적분할
- 2018년 Hyosung Vina Chemicals Port Co., Ltd 흡수합병
- 2018년 냉온수관용 초고압 파이프수지 'TOPILENE R200P' 세계일류상품 선정
- 2019년 섬유, 산업자재, 화학 PG 공통 ‘생산기술센터’ 설립
- 2020년 린데그룹과 액화수소 사업 추진 MOU 체결
- 2020년 효성화학-KIST, 기체차단 포장 필름소재 개발

## 사명
1971년 국내 최초 민간 기업 부설 기술연구소로 설립되어, 2018년 6월 효성그룹과 인적분할하면서 회사명을 효성화학㈜으로 변경했다.

## 경영진
이건종 대표이사

## 사업분야
- 폴리프로필렌 (PP)
  - PP/DH PU에서 일상생활에서 가장 많이 사용되는 플라스틱 원료인 폴리프로필렌(PP) 수지를 생산한다. 99.7% 초고순도 프로필렌으로 PP를 생산하며, 파이프용, 시트용, 내열가전용, 고충격 BCP용, TWIM용, 투명용기용, 의료용, 특수필름용, TER-PP, 컴파운딩용 등에 사용된다.
- TPA
  - 고기능성 폴리에스터 섬유의 주원료이며 페트병, 폴리에스터 필름 등의 원료로도 사용된다. 세제 및 음료수 용기, 엔지니어링 플라스틱, 섬유용, 필름류, 산업용, 솜 형태의 홈 퍼니싱류 등에 활용된다.
- 폴리케톤 (POKETONE™)
  - 2015년 효성화학이 세계 최초로 상용화한 엔지니어링 플라스틱으로, 브랜드명은 포케톤(POKETONE™)이다. FDA 인증과 음용수 관련 인증을 받아 정수기나 식품용 컨베이어벨트 부품, 장난감 소재로 사용된다. 기어, 자동차 부품, Packaging, E&E, 식품 포장 및 차단 필름, 파이프 등에도 사용된다.
- 필름
  - PET 필름과 나일론 필름을 생산한다. PET 필름은 포장, 전기전자, 광학, 접착 등의 분야에 사용되며, 나일론 필름은 1996년 첫 생산 이후 2018년 중국 자싱, 2023년 취저우 법인 증설을 통해 생산량을 확대했다. 나일론 필름은 식품 포장, 제약, 리튬 2차 전지 등의 분야에 사용된다. 1996년 처음으로 시장에 진출하였다.
- 옵티컬 필름
  - 2009년부터 국내 최초로 LCD 편광판의 핵심 소재인 PVA 편광필름을 보호하는 TAC 필름을 양산하고 있다. TV, 모니터, 노트북, 태블릿, 스마트폰 디스플레이용으로 사용된다.
- 특수가스
  - 반도체 및 디스플레이 제조공정에 사용되는 NF3와 20%F2N2 등의 특수가스를 생산한다. NF3는 반도체 및 디스플레이 제조 공정의 CVD Chamber 세정용으로, 20%F2N2는 반도체 LP_CVD 장비의 Chamber 세정용으로 사용된다. 2024년 12월 효성티앤씨가 효성화학의 특수가스 사업을 인수했다.
- 멤브레인
  - 독자기술로 정수기용 분리막을 개발했다. 가압형 중공사막은 정수, 산업용수, 해수 담수 전처리에 사용되며, 침지형 중공사막 HSF-BS는 국내 유일의 기능성 막 모듈로 정수, 하 폐수 처리에 사용된다.

## 사업장
- 본사 : 서울특별시 서초구 반포대로 235
- 용연 1공장 : 울산광역시 남구 처용로 487번길 65(성암동)
- 용연 2공장 : 울산광역시 남구 처용로 487번길 66(성암동)
- 용연 3공장 : 울산광역시 남구 용연로 130(용연동)
- 구미공장 : 경북 구미시 3공단2로 108(시미동)
- 옥산공장 : 충북 청주시 흥덕구 옥산면 옥산산단로 99(호죽리)
- 효성 기술원 : 경기도 안양시 동안구 시민대로 74 (호계동)
- 안양공장 : 경기도 안양시 동안구 시민대로74 (호계동)
- 해외: 아시아, 중동, 아프리카, 유럽, 미주 등